# Bumper Tormohlen
Eugene R. "Bumper" Tormohlen (Holland, 12 de maio de 1937 – Holland, 27 de dezembro de 2018) foi um jogador e treinador de basquetebol norte-americano. Após uma carreira colegial na Universidade de Tennessee, Tormohlen foi selecionado no quinto pique do segundo round do Draft de 1959. No entanto, sua primeira temporada profissional foi disputada pela American Basketball League, tendo se transferido para o St. Louis Hawks em 1962. Disputou o resto dos jogos de sua carreira pelo Hawks até 1970.
Posteriormente, Tormohlen tornou-se assistente técnico do Hawks, e serviu de treinador interino no fim da temporada de 1976, substituindo Cotton Fitzsimmons. Na próxima temporada, ele foi substituído por Hubie Brown.